# Back from the Edge
Back from the Edge è il secondo album in studio del cantautore britannico James Arthur, pubblicato nel 2016.

## Tracce
- Edizione standard

1. Back from the Edge – 3:53
2. Say You Won't Let Go – 3:31
3. Prisoner – 3:58
4. Can I Be Him – 4:06
5. I Am – 3:11
6. Train Wreck – 3:28
7. Safe Inside – 3:42
8. Sober – 3:06
9. Phoenix – 4:06
10. Let Me Love the Lonely – 2:52
11. Sermon (featuring Shotty Horroh) – 4:32
12. Remember Who I Was – 2:58
13. Finally – 4:21

- Tracce bonus - Edizione deluxe

1. The Truth – 4:20
2. Skeletons – 3:57
3. If Only – 4:03
4. Coming Home for Summer – 3:49